# Escuela de Artes Aplicadas
Escuela de Artes Aplicadas fue una academia chilena de artes aplicadas, existente entre 1929 y 1969. Estuvo ligada a la Facultad de Bellas Artes de la Universidad de Chile desde 1932, y fue la antecesora de la Escuela de Diseño de la misma casa de estudios.

## Historia

### Antecedentes
En 1907 la Escuela de Artes Decorativas, antecesora de la Escuela de Artes Aplicadas, inició sus clases bajo la dirección del periodista y crítico de arte Manuel Rodríguez Mendoza. La Escuela de Artes Decorativas mantuvo un precario funcionamiento hasta 1927, bajo la dependencia de la Academia de Bellas Artes.
En 1928, un decreto del ministro de Hacienda, Pablo Ramírez, dictó el cierre de la Academia de Bellas Artes y envió a un grupo de treinta artistas a perfeccionarse a Europa. De entre este grupo de artistas hubo varios que dedicaron su estadía al aprendizaje de distintas técnicas relacionadas con las artes gráficas, tales como sistemas de impresión (litografía, grabado), recursos de edición artística y publicidad, bajo la promesa de reincorporarse posteriormente a la docencia en la Escuela de Artes Aplicadas.

### Fundación
En 1929, en plena reforma de la Academia de Bellas Artes y mientras gran parte de los artistas chilenos se capacitaba con apoyo del gobierno en Francia, el director de la Academia, Carlos Isamitt, promovió la creación del proyecto educativo de la Escuela de Artes Aplicadas. La Escuela contó desde un comienzo con un local propio, a pesar de que mantenía una relación institucional con la Academia de Bellas Artes y posteriormente con la Facultad de Bellas Artes de la Universidad de Chile. La Escuela inició sus clases buscando satisfacer la necesidad de la producción de objetos, la gráfica y la edición artística.
A partir de 1930, José Perotti asumió la dirección de la Escuela, buscando llevar más allá la aplicación de la plástica a la industria. Un año después, en 1931, se reabrió la Academia de Bellas Artes y fue incorporada a la Universidad de Chile en 1932, formando así la Facultad de Bellas Artes, la que se encontraba integrada, además, por la Escuela de Artes Aplicadas, el Instituto de Extensión y el Conservatorio Nacional. A partir de 1933, luego de regresar de su formación en Europa, Ana Cortés dirigió el curso de afiche en la Escuela de Artes Aplicadas formando a las primeras generaciones de artistas gráficos que trabajaron comercialmente.
Según el reglamento de 1936, la Escuela de Artes Aplicadas otorgaba el grado universitario de artífice o profesor de arte aplicado y para los que asistían al ciclo elemental otorgaba un Certificado de Artesanía General.

### Últimos años y cierre
La Escuela de Artes Aplicadas fue siempre dirigida por artistas que mantuvieron una relación compleja con la Facultad de Bellas Artes pues, tanto los profesores como los estudiantes, aspiraron al reconocimiento dentro del circuito artístico tradicional, olvidando la necesidad de un arte aplicado en los espacios públicos y cotidianos de Chile. En las décadas siguientes los sectores que defendían el sentido artístico de la Escuela se resistieron al acercamiento con la producción industrial, pero ya a partir de los años sesenta este vínculo era algo imprescindible.
La reforma universitaria de 1969 cerró la Escuela de Artes Aplicadas para dar paso a lo que sería la Escuela de Diseño de la Universidad de Chile.